# Royal Botanic Gardens (Sydney)

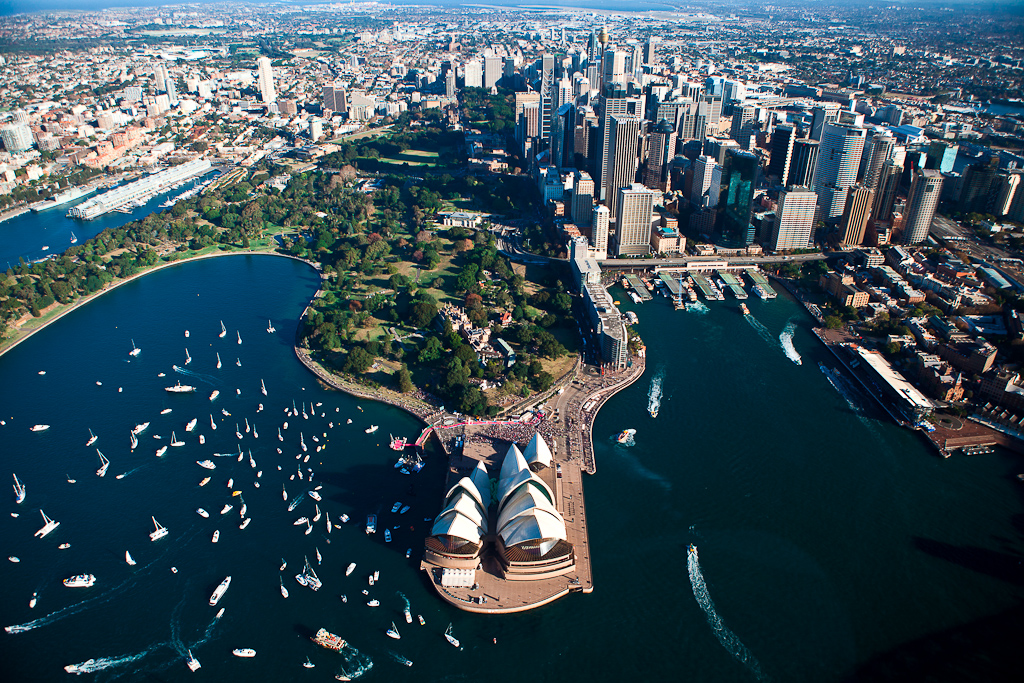
De Royal Botanic Gardens van Sydney gezien vanuit het noorden (2010). Het Government House van de gouverneur van New South Wales is achter het Opera House te zien.

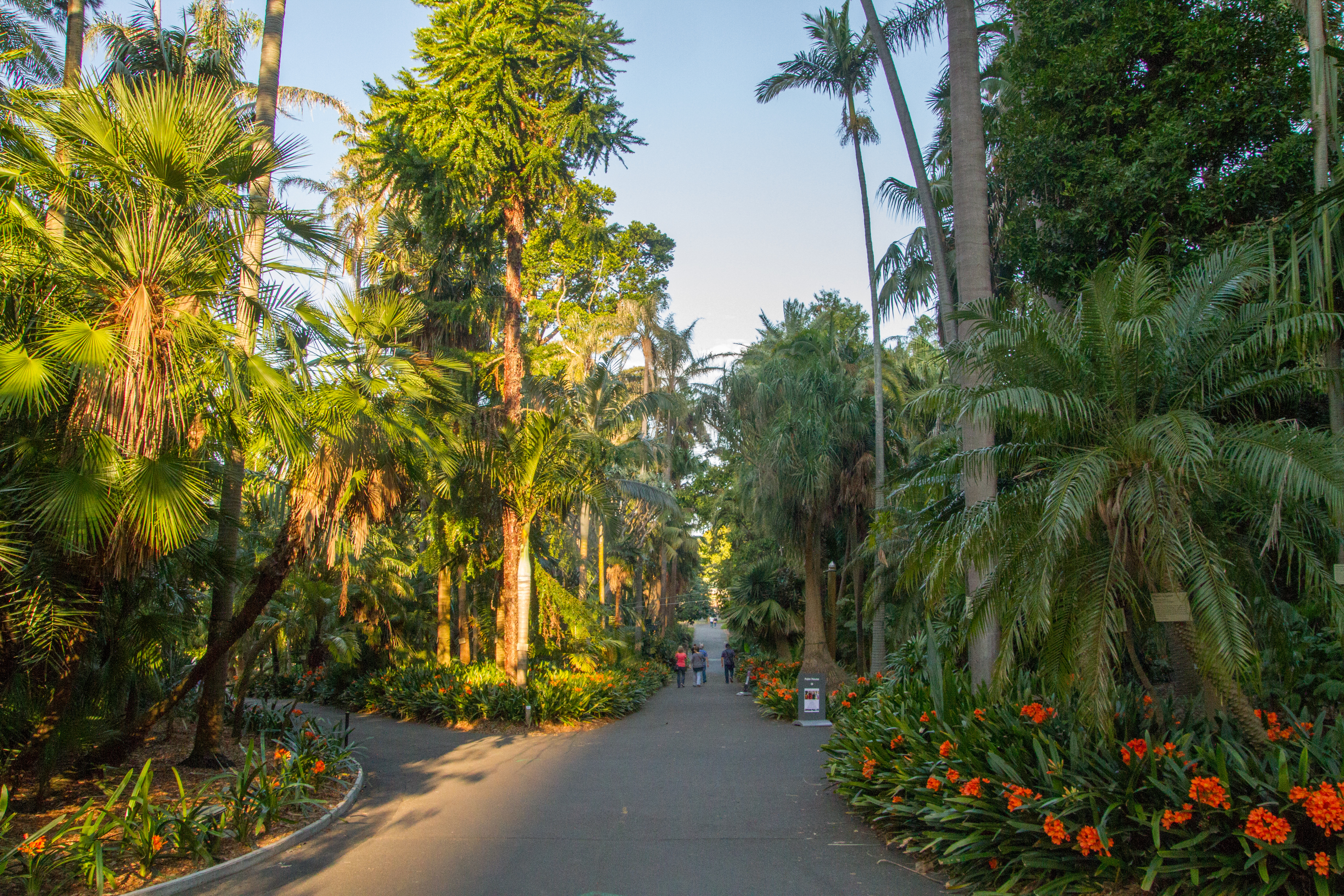
Blik in de Royal Botanic Gardens, in de Palm Grove-tuin

De Royal Botanic Gardens, de koninklijke botanische tuinen van Sydney, liggen vlak bij het Sydney Opera House in de deelstaat New South Wales, Australië. Het gebied ligt tussen de haven en het centrale zakengebied in en bestaat uit tientallen verschillende tuinen (met meer dan een miljoen exemplaren bomen, struiken, planten, enz.).
De botanische tuinen zijn aangesloten bij Botanic Gardens Conservation International, een non-profitorganisatie die botanische tuinen samen wil brengen in een wereldwijd samenwerkend netwerk om te komen tot het behoud van de biodiversiteit van planten. Tevens zijn de botanische tuinen aangesloten bij de Council on Botanical and Horticultural Libraries (CBHL), een internationale organisatie van individuen, organisaties en instituten die zich bezighouden met de ontwikkeling, het onderhouden en het gebruik van bibliotheken met botanische literatuur en literatuur over tuinen.
De entree is gratis. De lager gelegen tuinen worden vaak gebruikt voor lunchtijd en om in te joggen. Elke ochtend is hier ook een grote groep mensen bezig met tai chi. Deze tuinen zijn ook vanuit een treintje te bekijken.

## Tuinen
De verschillende tuinen:
- Sydney Tropical Centre
- Cadi Jam Ora
- Sydney Fernery
- Herb Garden
- Rose Garden
- Hong Kong Bank Oriental Garden
- Palm Grove
- Palm House
- Government House Grounds
- Rare & Threatened Plants Gardens
- The Wollemi Pine